# Hundinghütte

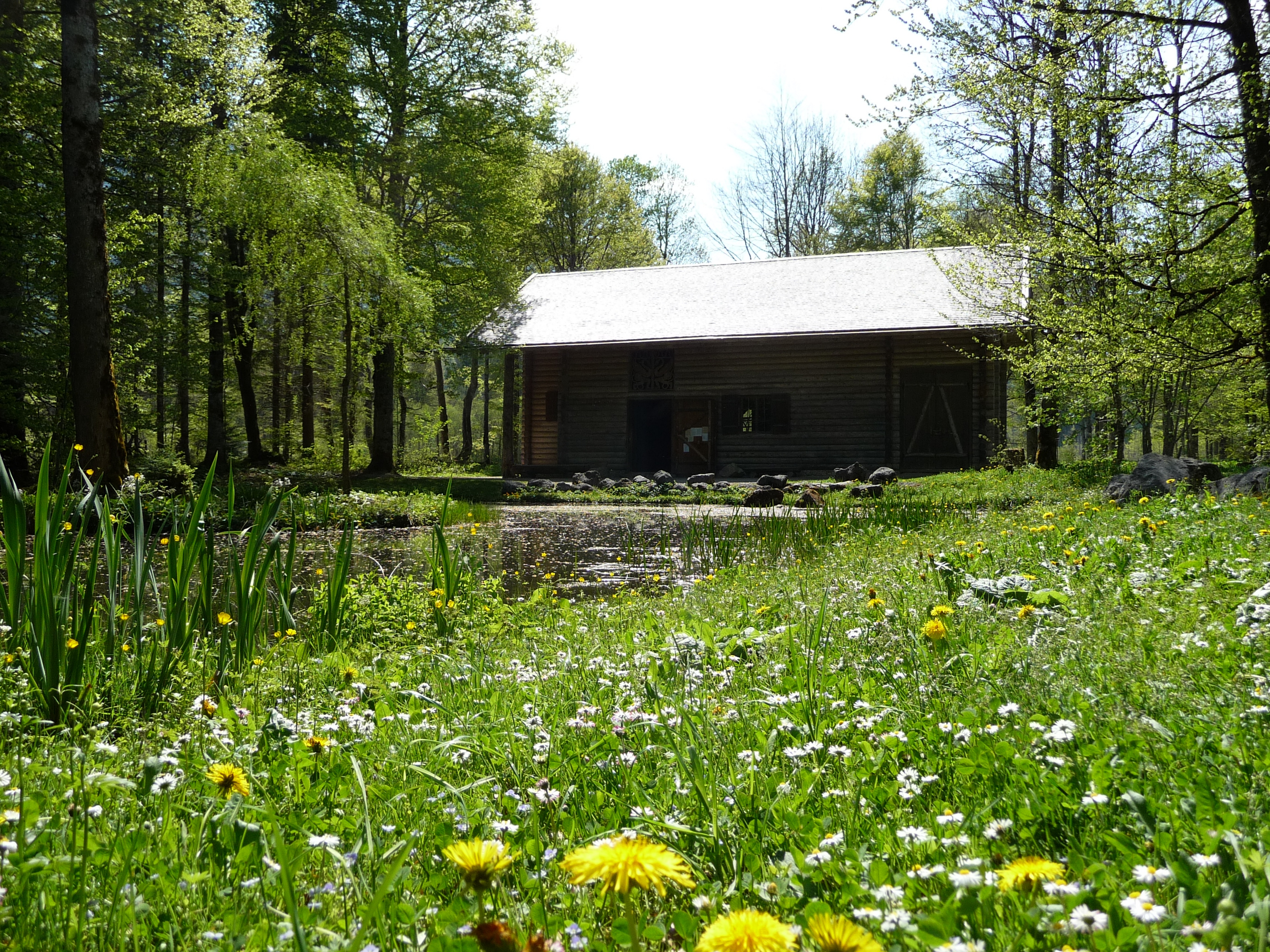
Hundinghütte mit Teich

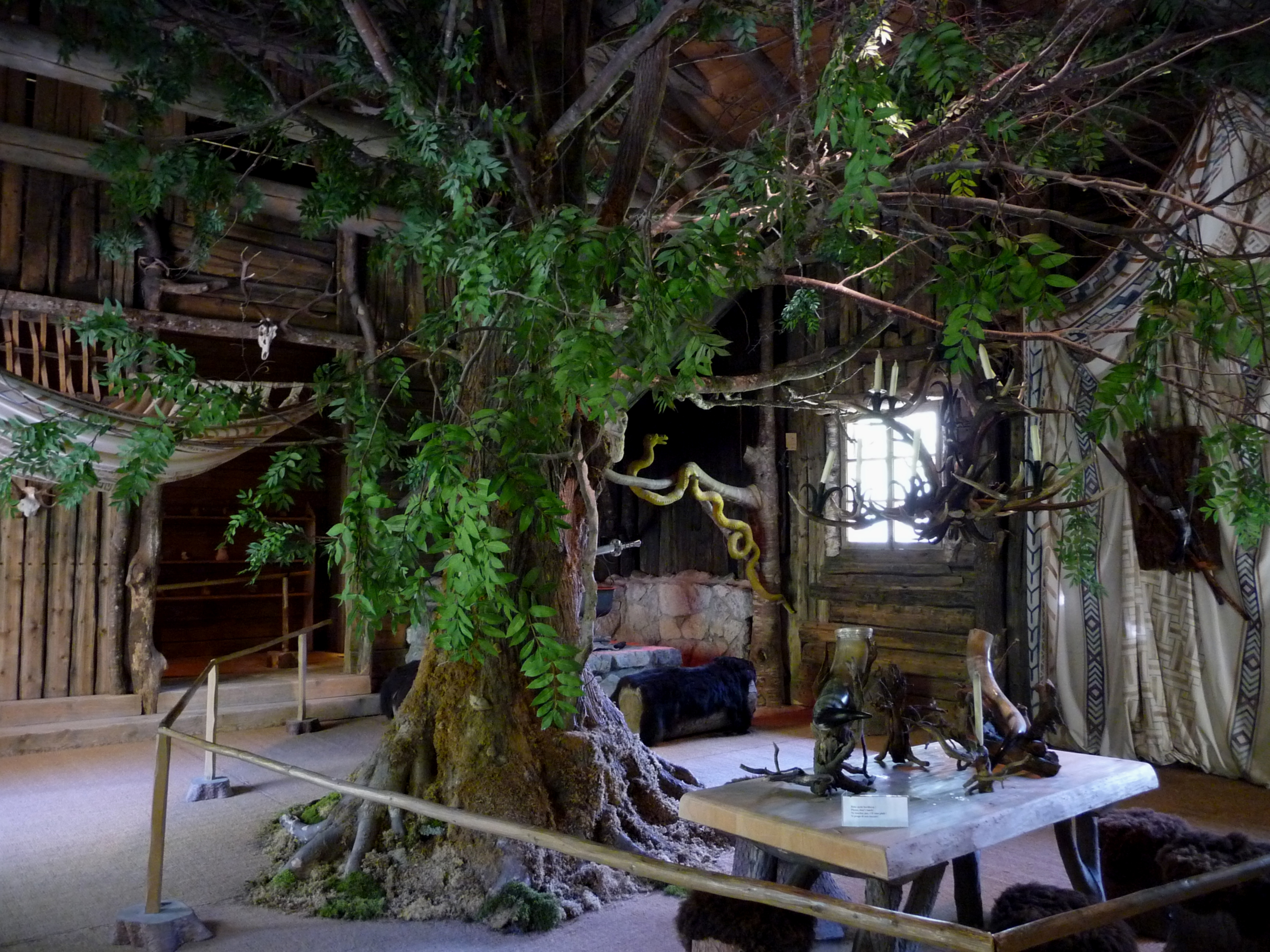
Innenraum der Hundinghütte

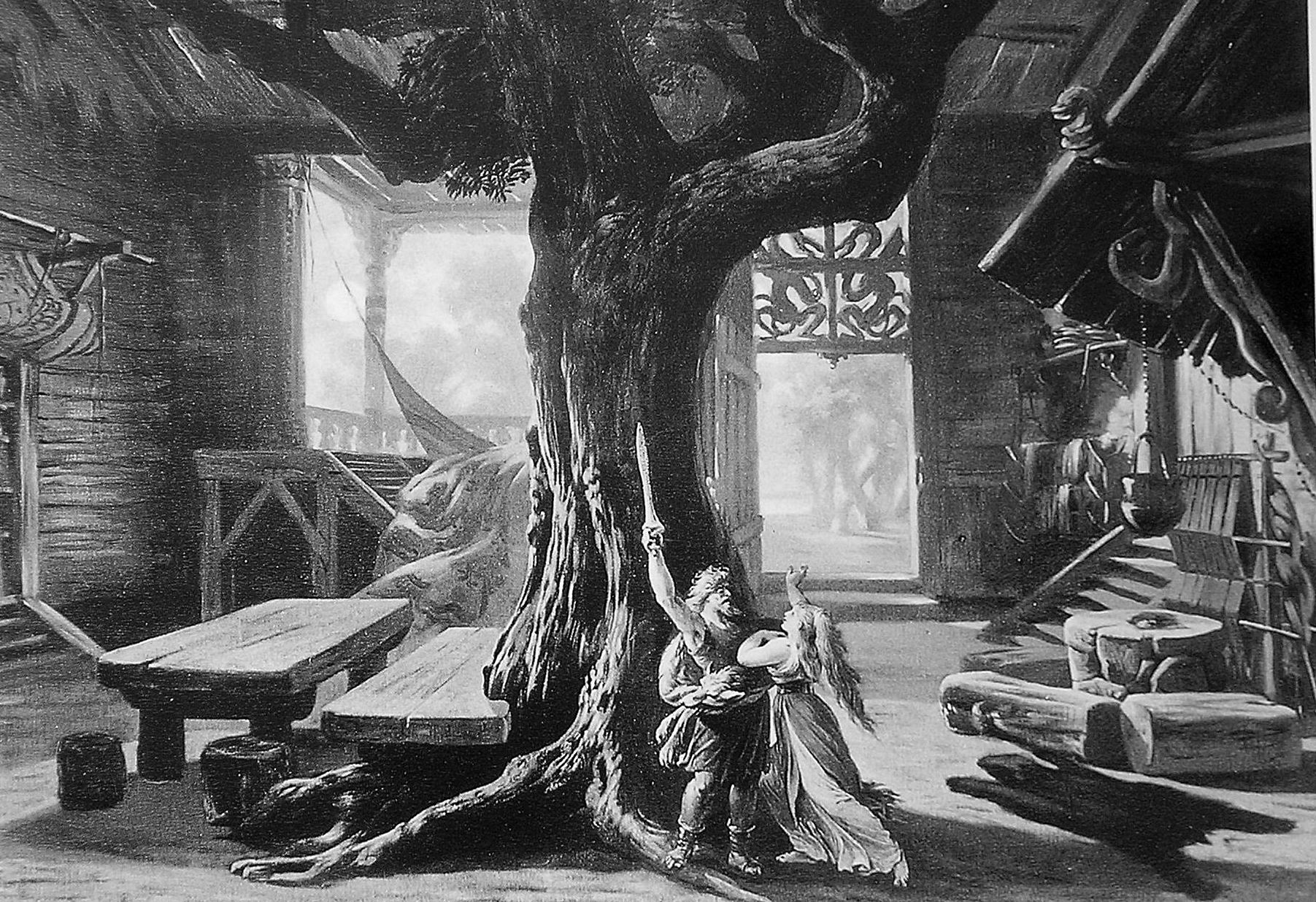
Bühnenbildentwurf zu Richard Wagners Walküre – Vorbild für die Innenraumgestaltung der Hundinghütte

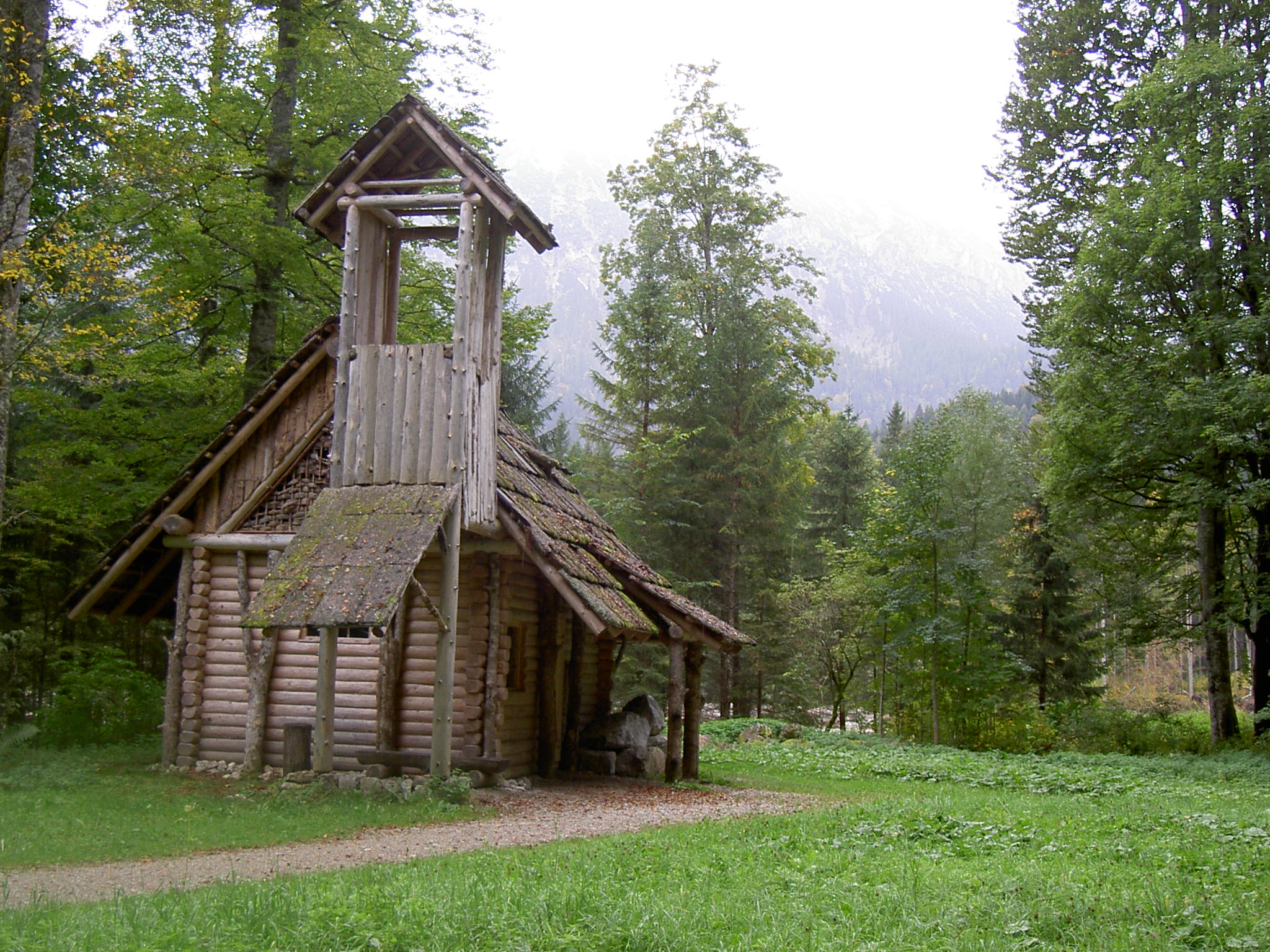
Einsiedelei des Gurnemanz

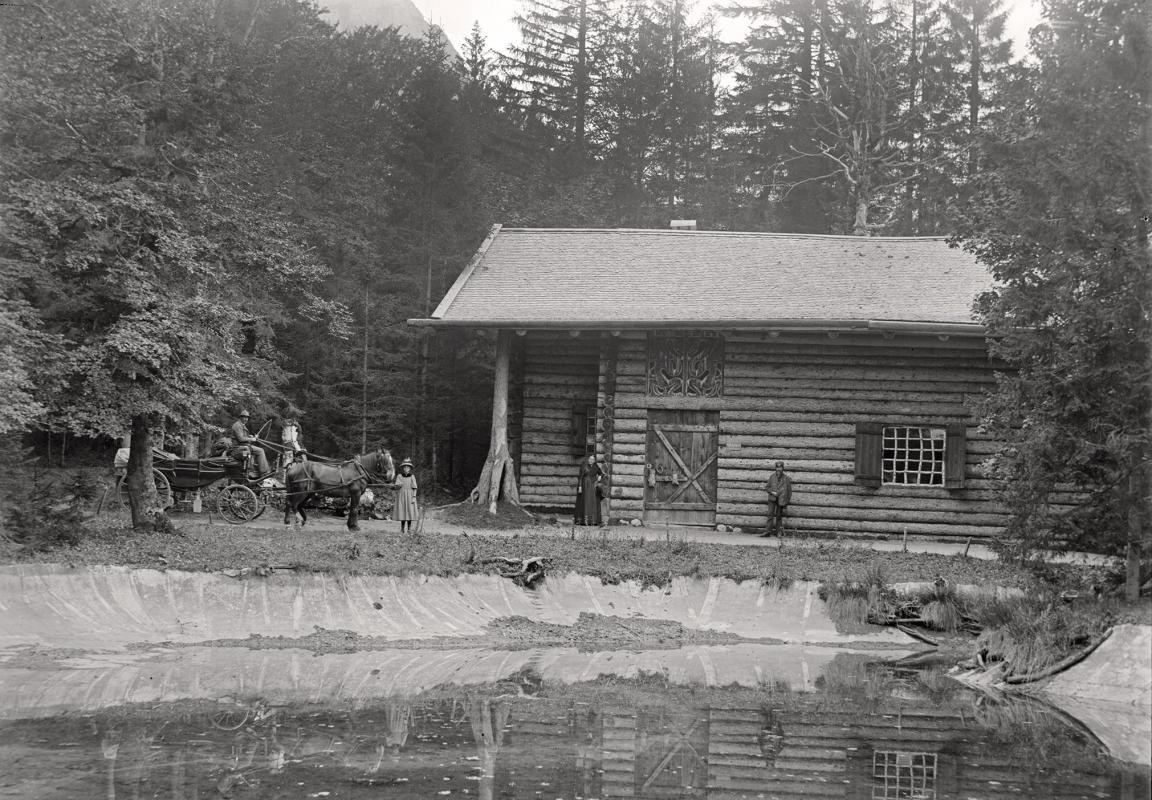
Hundinghütte an ihrem ursprünglichen Standort im Ammerwald mit künstlich angelegtem Teich (1894)

Die Hundinghütte ist ein romantischer Blockbau im Park des Schlosses Linderhof in Oberbayern (Gemeinde Ettal, Landkreis Garmisch-Partenkirchen). Die 1990 rekonstruierte Kleinarchitektur stand ursprünglich einige Kilometer westlich des Schlosses im Ammerwald.

## Die Hundinghütte im Schlosspark Linderhof
1876, im Jahr der ersten Bayreuther Festspiele, ließ sich Ludwig II. tief im Ammerwald, weitab vom Schloss Linderhof, nahe der österreichischen Grenze seine Hundinghütte bauen. Sie wurde nach einer Beschreibung des Szenenbildes von Richard Wagners erstem Akt der Walküre gestaltet.
Das Innere eines Wohnraumes. In der Mitte steht der Stamm einer mächtigen Esche, dessen stark erhabene Wurzeln sich weithin in den Erdboden verlieren; von seinen Wipfeln ist der Baum durch ein gezimmertes Dach geschieden, welches so durchschnitten ist, dass der Stamm und die nach allen Seiten hin sich ausstreckenden Äste durch genau entsprechende Öffnungen hindurchgehen; von dem belaubten Wipfel wird angenommen, das er sich über dieses Dach ausbreitet...
Unter der Kreuzspitze, nahe der Linderquelle, wurde aus Rundbalken diese germanische Behausung nachgebaut; rund um eine Eiche, in der jenes Schwert Nothung steckte, das Siegmund zum Entzücken Sieglindes mit einem gewaltigen Zuck herauszieht.
Wie Siegmund einst in die Hütte des Hunding, des Ehemannes von Sieglinde, so flüchtete König Ludwig II. hierher in die südwestlich von Linderhof tief in einem Gebirgstal versteckte Holzhütte. Luise von Kobell berichtete, das die Majestät bisweilen stundenlang einsam darin saß, in irgendeine Lektüre vertieft, deren Inhalt im schärfsten Gegensatz zu dem urwüchsigen Bärenhäutertum stand, das ihn umgab. Oder er ergötzte sich an den lebenden Bildern, die ein auf Geheiß inszeniertes Metgelage im altgermanischen Stil darbot.
Am 18. Dezember 1884 brannte die Hütte ab, wurde aber sofort wieder aufgebaut. Im Jahr 1945 wurde sie durch Brandstiftung erneut ein Opfer der Flammen, wobei ein Teil des Mobiliars und der Ausstattung (u. a. ein Geweihlüster und zwei Trinkhörner) erhalten blieb.
Im Sommer 1990 wurde die Hundinghütte an einem neuen, näher beim Schloss gelegenen Platz wieder aufgebaut. Ursprünglich war eine Rekonstruktion am originalen Standort geplant, die aber u. a. aus Gründen des Naturschutzes nicht ausgeführt werden konnte. Der Neubau im Osten des Parks orientiert sich an den Originalplänen, Ansichten und Schnitten im König-Ludwig-II.-Museum, die teilweise „im August 1876“ datiert sind. Aus dem Inneren der rekonstruierten Blockhütte (17,70 × 10 m) wächst wieder ein Baum. Mittels eines Kranes wurde eine Doppelbuche in den Neubau gesetzt. Vor der Hütte wurde – den Originalplänen aus dem Büro des Hofbaudirektors Georg Dollmann entsprechend – ein kleiner Teich angelegt.

## Weitere Rekonstruktionen und Umsetzungen aus dem Ammerwald
In den Jahren 1999/2000 ermöglichten private Spenden auch die Rekonstruktion der Einsiedelei des Gurnemanz (Gurnemanz in Richard Wagner: Parsifal, 3. Akt). Die Einsiedelei stand ursprünglich in der Nähe der originalen Hundinghütte und verfiel in den sechziger Jahren des 20. Jahrhunderts. Der Nachbau wurde nur etwa 150 Meter westlich der neuen Hundinghütte platziert.
Die beiden Holzgebäude sind die östlichsten Parkbauten im weitläufigen Schlosspark. In der Nähe werden die Gartenanlagen vom Verbotenen Tor abgeschlossen. Durch die beiden Rekonstruktionen und den kleinen See wurde der dicht bewaldete Südostteil des Parks aufgewertet. Nordwestlich dieses Bereichs steht in einiger Entfernung die ehemalige Bauhütte der  Architekten und Handwerker, die am Schlossbau und der Anlage der Gartenanlagen beteiligt waren.
Seit 1998 steht auch das Marokkanische Haus im Park. Dieser Pavillon wurde 1878 vom König auf der Pariser Weltausstellung erworben und auf der Stockalpe im Ammerwald wieder aufgebaut. 1980 konnte der Freistaat das Gebäude von einem Privatmann zurück erwerben. Diese Kleinarchitektur befindet sich seit der Wiederaufstellung im Nordwesten des Parks in der Nähe des Haupteinganges.

## Rezeption im Film
In seinem Film Ludwig II. von 1972 ließ der Regisseur Luchino Visconti in einer nachgebauten Hundinghütte im Filmstudio Cinecittà bei Rom nackte oder halbbekleidete Bauernjungen beim „altgermanischen Metgelage“ träge auf den Ästen der Esche herumhängen, unter denen Ludwig sitzt und sie betrachtet. (Eine ähnliche, noch orgienhaftere Szene war im Königshaus am Schachen mit kaum bekleideten Chevaulegers gedreht worden.) Nachdem die bereits um eine Stunde gekürzte deutsche 3-Stunden-Fassung des Films am 18. Januar 1973 auf einer Gala-Premiere im Bonner Kino Metropol, unter anderem mit dieser Szene, einen Skandal und Proteste des bei der Gala anwesenden Franz Josef Strauß und in der Folge von bayerischen Heimatvereinen ausgelöst hatte, wurden diese und weitere Szenen herausgeschnitten (insgesamt weitere 55 Minuten) und schließlich für die Bundesrepublik eine zensierte Kino-Fassung herausgebracht, in der Ludwigs Homosexualität nicht mehr thematisiert wurde. Visconti versuchte vergeblich, dies juristisch zu verhindern. (Siehe: Filmfassungen und Zensur von Viscontis Ludwig-Film.)